# Llista d'espècies d'euctenízids
Aquesta és la llista d'espècies descrites de la família d'aranyes euctenízids (Euctenizidae) amb data del 26 desembre de 2016.Aquesta família va ser descrita per primera vegada per R.J. Raven el 1985.

## Apomastus
Apomastus Bond & Opell, 2002
- Apomastus kristenae Bond, 2004 — EUA
- Apomastus schlingeri Bond & Opell, 2002 (espècie tipus) — EUA

## Aptostichus
Aptostichus Simon, 1891
- Aptostichus aguacaliente Bond, 2012 — EUA
- Aptostichus angelinajolieae Bond, 2008 — EUA
- Aptostichus anzaborrego Bond, 2012 — EUA
- Aptostichus asmodaeus Bond, 2012 — EUA
- Aptostichus atomarius Simon, 1891 (espècie tipus) — EUA
- Aptostichus barackobamai Bond, 2012 — EUA
- Aptostichus bonoi Bond, 2012 — EUA
- Aptostichus cabrillo Bond, 2012 — EEUU, Mèxic
- Aptostichus cahuilla Bond, 2012 — EUA
- Aptostichus cajalco Bond, 2012 — EUA
- Aptostichus chavezi Bond, 2012 — EUA
- Aptostichus chemehuevi Bond, 2012 — EUA
- Aptostichus chiricahua Bond, 2012 — EUA
- Aptostichus dantrippi Bond, 2012 — EUA
- Aptostichus derhamgiulianii Bond, 2012 — EUA
- Aptostichus dorothealangeae Bond, 2012 — EUA
- Aptostichus edwardabbeyi Bond, 2012 — EUA
- Aptostichus elisabethae Bond, 2012 — EUA
- Aptostichus fisheri Bond, 2012 — EUA
- Aptostichus fornax Bond, 2012 — EUA
- Aptostichus hedinorum Bond, 2012 — EUA
- Aptostichus hesperus (Chamberlin, 1919) — EUA
- Aptostichus huntington Bond, 2012 — EUA
- Aptostichus icenoglei Bond, 2012 — EEUU, Mèxic
- Aptostichus isabella Bond, 2012 — EUA
- Aptostichus killerdana Bond, 2012 — EUA
- Aptostichus lucerne Bond, 2012 — EUA
- Aptostichus mikeradtkei Bond, 2012 — EUA
- Aptostichus miwok Bond, 2008 — EUA
- Aptostichus muiri Bond, 2012 — EUA
- Aptostichus nateevansi Bond, 2012 — EUA
- Aptostichus pennjillettei Bond, 2012 — EUA
- Aptostichus sabinae Valdez-Mondragón & Cortez-Roldán, 2016 - Mèxic
- Aptostichus sarlacc Bond, 2012 — EUA
- Aptostichus satleri Bond, 2012 — EUA
- Aptostichus serrano Bond, 2012 — EUA
- Aptostichus sierra Bond, 2012 — EUA
- Aptostichus simus Chamberlin, 1917 — EEUU, Mèxic
- Aptostichus sinnombre Bond, 2012 — EUA
- Aptostichus stanfordianus Smith, 1908 — EUA
- Aptostichus stephencolberti Bond, 2008 — EUA

## Entychides
Entychides Simon, 1888
- Entychides arizonicus Gertsch & Wallace, 1936 — EUA
- Entychides aurantiacus Simon, 1888 (espècie tipus) — Mèxic
- Entychides dugesi Simon, 1888 — Mèxic
- Entychides guadalupensis Simon, 1888 — Guadalupe

## Eucteniza
Eucteniza Ausserer, 1875
- Eucteniza cabowabo Bond & Godwin, 2013 — Mèxic
- Eucteniza caprica Bond & Godwin, 2013 — Mèxic
- Eucteniza chichimeca Bond & Godwin, 2013 — Mèxic
- Eucteniza coylei Bond & Godwin, 2013 — Mèxic
- Eucteniza diablo Bond & Godwin, 2013 — Mèxic
- Eucteniza golondrina Bond & Godwin, 2013 — Mèxic
- Eucteniza hidalgo Bond & Godwin, 2013 — Mèxic
- Eucteniza huasteca Bond & Godwin, 2013 — Mèxic
- Eucteniza mexicana Ausserer, 1875 (espècie tipus) — Mèxic
- Eucteniza panchovillai Bond & Godwin, 2013 — Mèxic
- Eucteniza relata (O. P.-Cambridge, 1895) — EEUU, Mèxic
- Eucteniza ronnewtoni Bond & Godwin, 2013 — EUA
- Eucteniza rosalia Bond & Godwin, 2013 — Mèxic
- Eucteniza zapatista Bond & Godwin, 2013 — Mèxic

## Myrmekiaphila
Myrmekiaphila Atkinson, 1886
- Myrmekiaphila comstocki Bishop & Crosby, 1926 — EUA
- Myrmekiaphila coreyi Bond & Platnick, 2007 — EUA
- Myrmekiaphila flavipes (Petrunkevitch, 1925) — EUA
- Myrmekiaphila fluviatilis (Hentz, 1850) — EUA
- Myrmekiaphila foliata Atkinson, 1886 (espècie tipus) — EUA
- Myrmekiaphila howelli Bond & Platnick, 2007 — EUA
- Myrmekiaphila jenkinsi Bond & Platnick, 2007 — EUA
- Myrmekiaphila millerae Bond & Platnick, 2007 — EUA
- Myrmekiaphila minuta Bond & Platnick, 2007 — EUA
- Myrmekiaphila neilyoungi Bond & Platnick, 2007 — EUA
- Myrmekiaphila tigris Bond & Ray, 2012 — EUA
- Myrmekiaphila torreya Gertsch & Wallace, 1936 — EUA

## Neoapachella
Neoapachella Bond & Opell, 2002
- Neoapachella rothi Bond & Opell, 2002 — EUA

## Promyrmekiaphila
Promyrmekiaphila Schenkel, 1950
- Promyrmekiaphila clathrata (Simon, 1891) (espècie tipus) — EUA
- Promyrmekiaphila winnemem Stockman & Bond, 2008 — EUA